# Ледяной дождь (фильм)
«Ледяной дождь» (кор. 빙우) — южнокорейский художественный кинофильм 2004 года, снятый режиссёром Ким Ын Суком.
Премьера фильма состоялась 16 января 2004 года.

## Сюжет
Компания молодых корейцев, собралась, чтобы подняться на гору Азиак на Аляске. Во время спуска с вершины, их настигает буря и метель. Альпинисты укрываются в ледяной пещере. Чтобы не уснуть и не замёрзнуть, Кан Чжун Хен, который тяжело травмировал ногу, предлагает спутникам по очереди рассказывать истории. Они делятся своими историями о женщинах, которые изменили их жизнь, не зная, насколько тесно они на самом деле связаны, так как героиней историй была одна и та же женщина.

## В ролях
- Ли Сондже — Кан Джунхён
- Сонг Сынхон — Хан Вусун
- Ким Ханыль — Ким Кёнмин
- Ким Чен Хак — Чой Кёнхо
- Yeong-jun Kim
- Ли Чхон Хи — Чой Бёнхун
- Сан-юн Ли
- Ли Сын Хун
- Ю Хэ Чжин — Парк Ин Су